# БАСК (Чернівці)
Буковинер Аллгемейнер Спорт Клуб Чернівці або просто БАСК (нім. Bukowinaer Allgemeiner Sport Klub Czernowitz) — румунський футбольний клуб з міста Чернівці, заснований навесні 1910 року німецькою національною меншиною, розформований 1928 року.

## Історія
Футбольна команда БАСК заснована в Чернівцях 27 травня 1910 року внаслідок об'єднання клубів ІФК (Чернівці) та «Данубії» (Чернівці). BASK у перекладі з німецької мови: Bukowinaer Allgemeiner Sport Klub - Буковинський мультиспортивний клуб, назва якого румунською мовою (Societatea Generală de Sport Cernăuți) збереглася. «Сарматія» (Чернівці) приєдналася до БАСКу 1910 року, але в 1912 році вийшла з новою назвою: «Доростор Соколи», яка в 1919 році отримала назву «Полонія» (Чернівці).
У червні 1928 року БАСК розформувало.